# Båsbergen
Båsbergen är ett naturreservat i Karlskoga och Lekebergs kommuner i Örebro län.
Området är naturskyddat sedan 2007 och är 137 hektar stort. Reservatet består av gammal skog av gran och gamla tallar med inslag av lövträd.